# Станіславівка (Коломийський район)
Станісла́вівка (до 1946 року — Святий Станіслав) — село в Україні, в Отинійській селищній громаді Коломийського району Івано-Франківської області.

## Назва
У дорадянський час мало назву Святий Станіслав.
7 червня 1946 року указом Президії Верховної Ради УРСР село Святий Станіслав Коршівського району перейменовано на село Станіславівка і Святостаніславську сільську раду — на Станіславівська.

## Історія
Перед Першою світовою війною польською адміністрацією Галичини заснована на землях Лісної Слобідки колонія Свєнти Станіслав для поляків із Мазовії (підросійської частини Польщі).
1 квітня 1928 р. з гміни (самоврядної громади) Слобідка Лісна Коломийського повіту вилучено осаду (хутір) Святий Станіслав і з неї утворено сільську гміну Святий Станіслав того ж повіту, межею між гмінами визначено гостинець Станіслав — Коломия.
У 1934—1939 роках було центром однойменної об'єднаної сільської гміни, до якої також входили села Сєдліско Бредтгайм, Слобудка Лєсьна і Сьвєнти Юзеф.
У 1939 році в селі проживало 2190 мешканців (600 українців греко-католицької віри, 1575 поляків, 10 євреїв і 5 осіб інших національностей).
В червні 1945 року було заселене замішанцями з села Бонарівка на Закерзоння (близько 20 родин). В 1948 — 1949 рр. більша частина населення Станіславівки стала жертвами радянських репресій. Основна причина — гуманітарна та збройна допомога воїнам УПА.

## Пам'ятки
- Станіславівка — заповідне урочище.